# Stazione di Casalecchio Palasport
Stazione di Casalecchio Palasport vasútállomás Olaszországban, Casalecchio di Reno településen.

## Vasútvonalak
Az állomást az alábbi vasútvonalak érintik:
- Casalecchio–Vignola-vasútvonal

## Kapcsolódó állomások
A vasútállomáshoz az alábbi állomások vannak a legközelebb:
- Ceretolo railway station
- Stazione di Riale